# 241363 Érdibálint
241363 Érdibálint è un asteroide della fascia principale. Scoperto nel 2007, presenta un'orbita caratterizzata da un semiasse maggiore pari a 3,1808940 au e da un'eccentricità di 0,1289154, inclinata di 23,28047° rispetto all'eclittica.
L'asteroide è dedicato all'astronomo ungherese Bálint Érdi.